# Malignano
Malignano è una località del comune di Sovicille, nella provincia di Siena.

## Storia
Le prime testimonianze dell'uomo in questa zona risalgono agli ultimi secoli dell'Età del ferro, nel periodo dall'VIII secolo a.C. al VII secolo a.C.. Durante il periodo etrusco il territorio era particolarmente sfruttato a fini agricoli e per l'allevamento, risultando una zona particolarmente agiata, come dimostrano i ritrovamenti dalle necropoli rinvenute.
Il borgo risulta tuttavia risalire al periodo alto-medievale, e qui sono situati i resti di un antico castellare precedente all'anno 1000. Poco a valle del castello si è andato a sviluppare il borgo agricolo della fattoria di Malignano. 

## Monumenti e luoghi d'interesse

### Architetture religiose
Nei pressi del diruto castello di Malignano si trova il piccolo oratorio di San Michele Arcangelo, ricordato dal XII secolo. Presso la fattoria di Malignano è situata invece la pregevole cappella gentilizia, realizzata nel 1831 in stile neoclassico dall'architetto Agostino Fantastici.

### Siti archeologici
Presso il borgo di Malignano è stata rinvenuta una necropoli etrusca di diciotto tombe. I primi ritrovamenti documentati furono effettuati nel XVIII secolo dall'erudito senese Giovanni Antonio Pecci, che qui trovò due cippi a ferro di cavallo con iscrizioni, andati perduti. Nel 1899 vennero fatti nuovi ritrovamenti nei terreni di proprietà della famiglia Piccolomini e i primi scavi furono condotti nel 1927 dall'archeologo Ranuccio Bianchi Bandinelli. La necropoli fu riportata alla luce nella sua interezza nel 1964 dalla Etruscan Foundation sotto la direzione di K. M. Philips.